# Jesse Hoefnagels
Jesse Hoefnagels (Rotterdam, 19 september 2001) is een Nederlandstalige youtuber, zanger en rapper. Hij werd voornamelijk bekend bij het grote publiek met zijn YouTube series Vragenrondje met Jesse, Verdwaald in ... en Iedereen haat mij.

## Biografie
Hoefnagels maakte op 17 oktober 2014 zijn YouTube kanaal 'Cjoelmovies' aan. In 2016 uploadde hij zijn eerste video op het platform. In zijn video's gaat hij de straat op en filmt hij verschillende situaties met mensen op straat. Hij heeft verschillende series gemaakt door de jaren heen. In zijn serie Verdwaald in (...) gaat hij naar een willekeurige stad in Nederland, en filmt hij de situaties die hij tegenkomt. Een andere serie waar Hoefnagels bekendheid mee heeft gekregen is Vragenrondje met Jesse. Hierin beantwoordt hij vragen van kijkers samen met verschillende gasten zoals Milan Knol en Bram Krikke. 
Sinds 2017 maakt Hoefnagels ook muziek, voornamelijk rap. In 2020 bracht een zijn album uit, getiteld Glitchway. Op dit album zijn verschillende artiesten zoals Brainpower, Gers Pardoel en Antoon te horen.
In 2018 en 2019 werd Hoefnagels genomineerd bij de VEED Awards in de categorie Beste Comedy YouTuber. In beide jaren won hij de prijs niet. In 2021 hoorde Hoefnagels bij de 19 gekwalificeerden die kans maakten op de Televizier-Ster 'Online-videoserie', met zijn serie Gedropt.

## Privéleven
Hoefnagels had vanaf 2022 tot eind 2024 een langdurige relatie met Mende Reith.. De relatiebreuk werd bekend na de release van Jesse's nieuwe track Laten, waarbij zowel de songtekst als de albumcover verwijzen naar het einde van hun relatie.
Jesse en TikTok-sensatie Rhodé Kok zijn al lange tijd goede vrienden. Er deden geruchten de ronde dat de twee een relatie zouden hebben, maar deze werden ontkracht in een YouTube-video waarin Hoefnagels en Rhodé samen kijkersvragen beantwoordden. De twee werken regelmatig samen aan muziek en verschijnen vaak in elkaars sociale media-posts en video's.

## Filmografie
2023–: Versus

## Discografie
| Titel                      | Datum             | Album                                                         | Opmerkingen                                  |
| -------------------------- | ----------------- | ------------------------------------------------------------- | -------------------------------------------- |
| Nieuwe Zoon                | 21 september 2017 |                                                               | Samen met Jaymagna & Bosboy                  |
| Twinkle                    | 11 januari 2018   |                                                               |                                              |
| Over Een Jaar              | 1 februari 2018   | Samen met Jaymagna                                            |                                              |
| Tram 23                    | 1 maart 2018      |                                                               | Geproduceerd door Blanks                     |
| Microwavy                  | 4 september 2018  | EP: Microwavy                                                 |                                              |
| Viraal                     | 14 september 2018 | EP: Microwavy                                                 |                                              |
| Geen Tijd                  | 14 september 2018 | EP: Microwavy                                                 |                                              |
| Manager                    | 14 september 2018 | EP: Microwavy                                                 |                                              |
| Tloayr Sfiwt (Bonus Track) | 14 september 2018 | EP: Microwavy                                                 | Samen met Blanks                             |
| Stress                     | 21 december 2018  |                                                               | Samen met Juwls                              |
| 2 Bitches                  | 7 februari 2019   |                                                               | Samen met Kid de Blits                       |
| MOSHPITS                   | 9 mei 2019        | EP: Bonje                                                     |                                              |
| INFLUENCER                 | 25 mei 2019       |                                                               | Disstrack richting verschillende influencers |
| Metro C                    | 11 juli 2019      |                                                               |                                              |
| Onbetaalbaar               | 23 augustus 2019  |                                                               |                                              |
| BEJAARD                    | 22 september 2019 |                                                               | Disstrack richting Paul Goudsmit             |
| Bonje Met de Buren         | 1 november 2019   | EP: Bonje                                                     |                                              |
| Propaganda                 | 1 november 2019   | EP: Bonje                                                     | Samen met Torrie                             |
| Toverspreuk                | 1 november 2019   | EP: Bonje                                                     | Samen met Kaaklijn                           |
| Rook Niet                  | 1 november 2019   | EP: Bonje                                                     |                                              |
| GAAT GOED                  | 18 december 2019  |                                                               | Samen met Dentalhon                          |
| KLAAR MET JE MOEDER        | 16 januari 2020   |                                                               | Disstrack richting het programma Je Moeder   |
| Lange Nacht                | 24 maart 2020     |                                                               | Samen met Wally A$M                          |
| Vandoor                    | 6 augustus 2020   | Glitchway                                                     |                                              |
| Kans                       | 6 september 2020  | Glitchway                                                     | Samen met Gers Pardoel                       |
| Glitchway                  | 18 september 2020 | Glitchway                                                     |                                              |
| Naar Jou                   | 18 september 2020 | Glitchway                                                     | Samen met Brainpower                         |
| 19 Kop                     | 18 september 2020 | Glitchway                                                     |                                              |
| Emeline                    | 18 september 2020 | Glitchway                                                     | Samen met Cartiez & MAFE                     |
| Geen Manager               | 18 september 2020 | Glitchway                                                     |                                              |
| Leven Is Een Film          | 18 september 2020 | Glitchway                                                     | Samen met Antoon                             |
| Torrie                     | 18 september 2020 | Glitchway                                                     | Samen met Torrie                             |
| BadLilBitch                | 18 september 2020 | Glitchway                                                     | Samen met Kid de Blits                       |
| Bonus: Glitchopdieway      | 18 september 2020 | Glitchway                                                     |                                              |
| KERST                      | 18 december 2020  |                                                               |                                              |
| Dingen Aan M'n Hoofd       | 14 mei 2021       |                                                               |                                              |
| Vul Mijn Cup               | 19 september 2021 |                                                               | Samen met Torrie                             |
| RODDELPRAAT                | 10 december 2021  | Disstrack richting Dennis Schouten & Jan Roos van RoddelPraat |                                              |
| Onderweg Naar Morgen       | 27 mei 2022       |                                                               |                                              |
| Non Stop                   | 28 januari 2023   |                                                               | Samen met Rhodé Kok                          |
| Drijfzand                  | 24 februari 2023  |                                                               |                                              |
| Ongezien                   | 28 juli 2023      |                                                               | Samen met Rhodé Kok                          |
| SITU                       | 10 mei 2024       |                                                               |                                              |
| Gedachte                   | 23 augustus 2024  |                                                               | Samen met Rhodé Kok                          |
| Laten                      | 29 november 2024  |                                                               | Track gericht op ex-vriendin Mende Reith     |